# Sainte-Chapelle
La Sainte-Chapelle (Sveta kapela) je gotička kapela koja se nalazi u Parizu u Francuskoj. Izgrađena je po nalogu kralja Luja IX. da bi se u njoj čuvao dio Kristova križa kao i druge relikvije koje je kralj sakupio. Izgrađena je u vremenu od 1238. do 1245. godine.

## Vanjske poveznice
- Arhiektura kapele
- Arhitektonski opis  Arhivirana inačica izvorne stranice od 21. svibnja 2006. (Wayback Machine)